# Prinzenpalais (Bad Doberan)

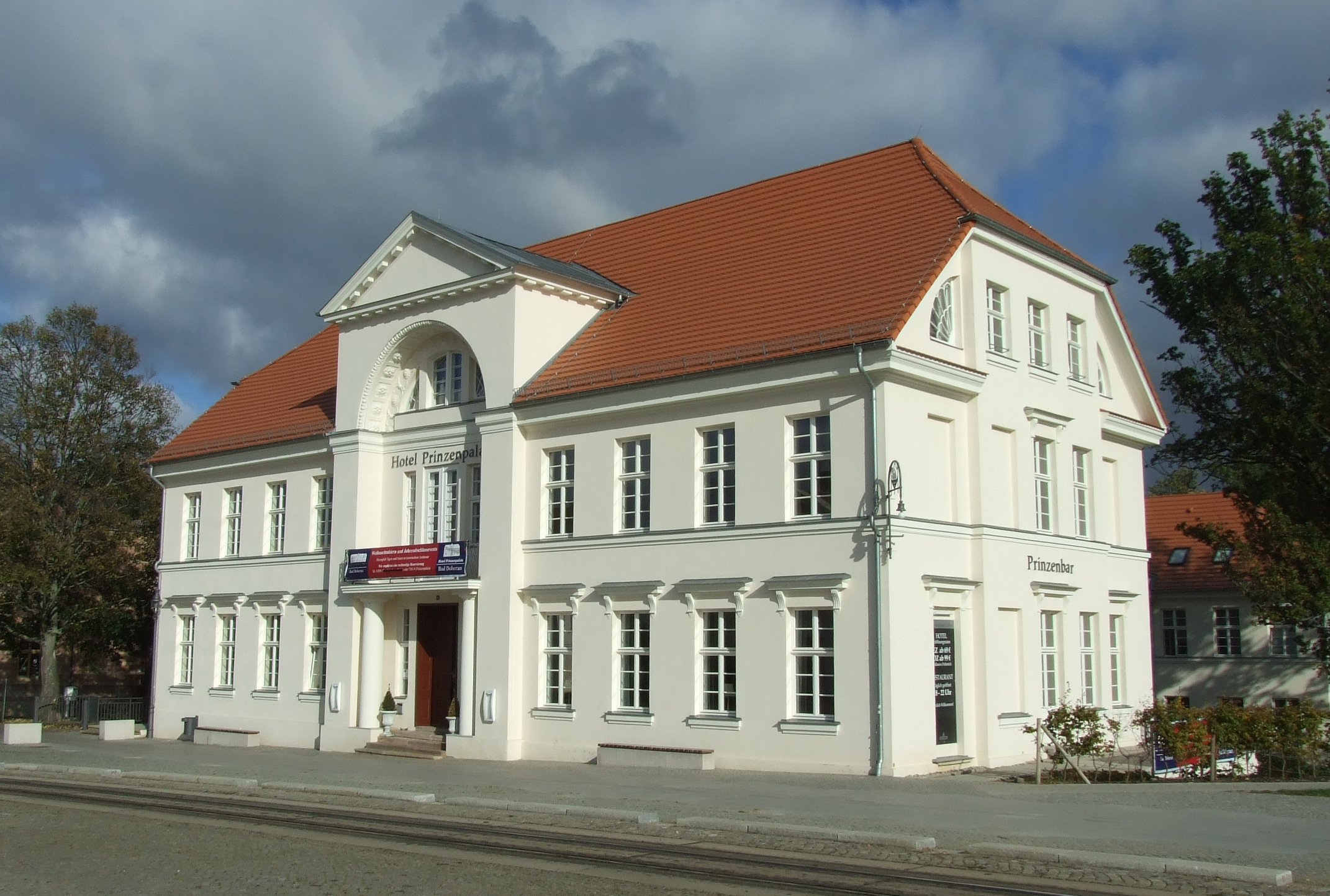
Prinzenpalais

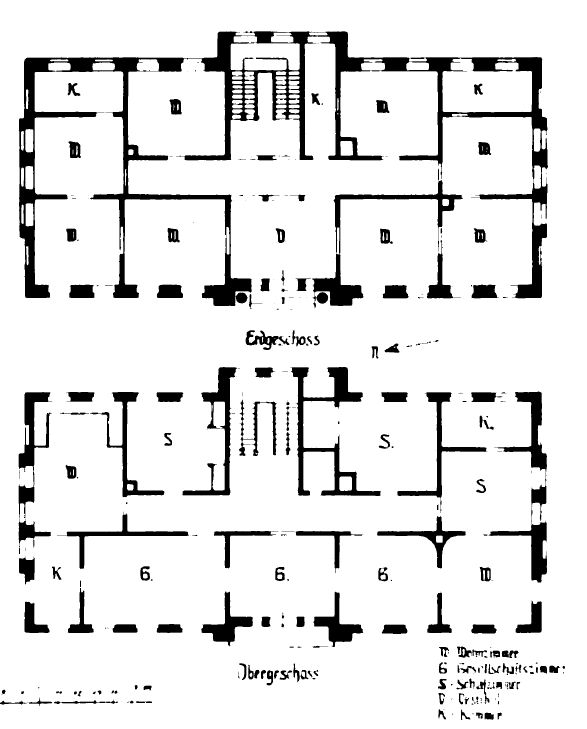
Grundriss 1917, nach: Hans Thielcke, Die Bauten des Seebades Doberan-Heiligendamm um 1800 und ihr Baumeister Severin, Doberan 1917

Das Prinzenpalais ist ein 1821 im Stil des Klassizismus von Carl Theodor Severin errichtetes Gebäude in Bad Doberan.

## Geschichte

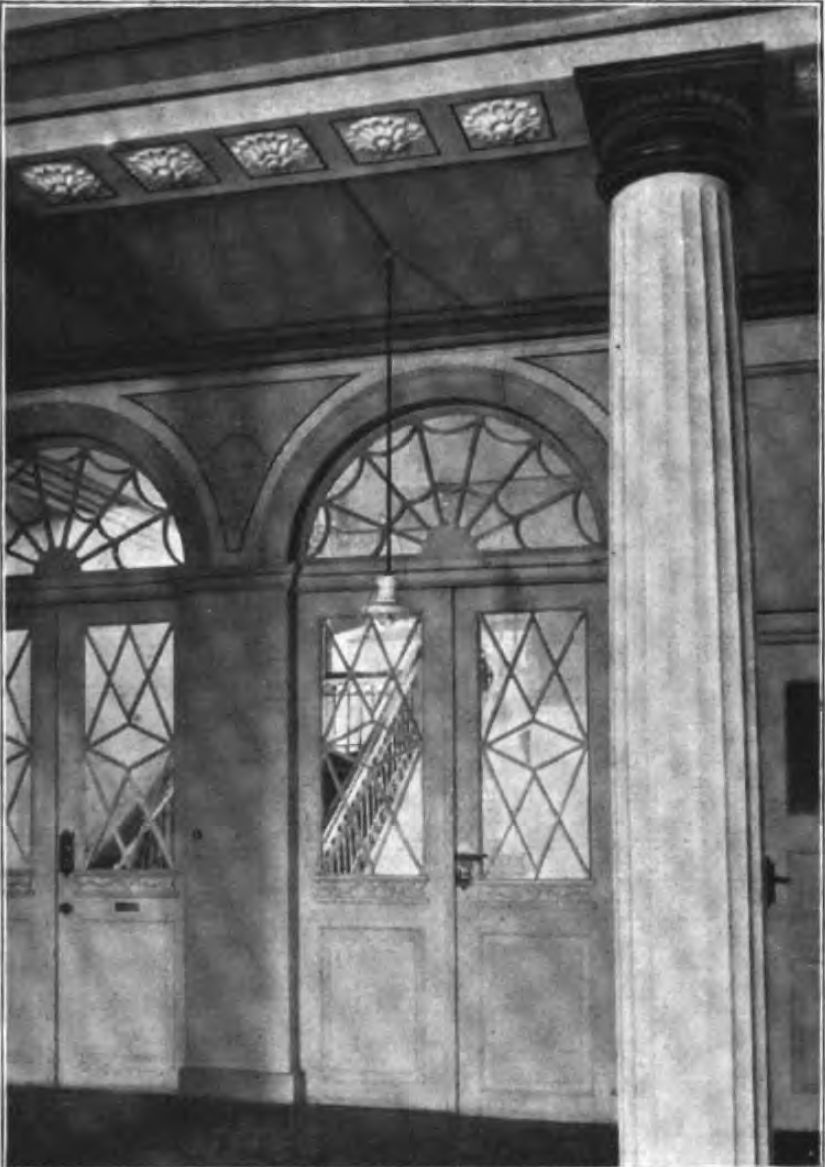
Der Eingangsbereich 1917

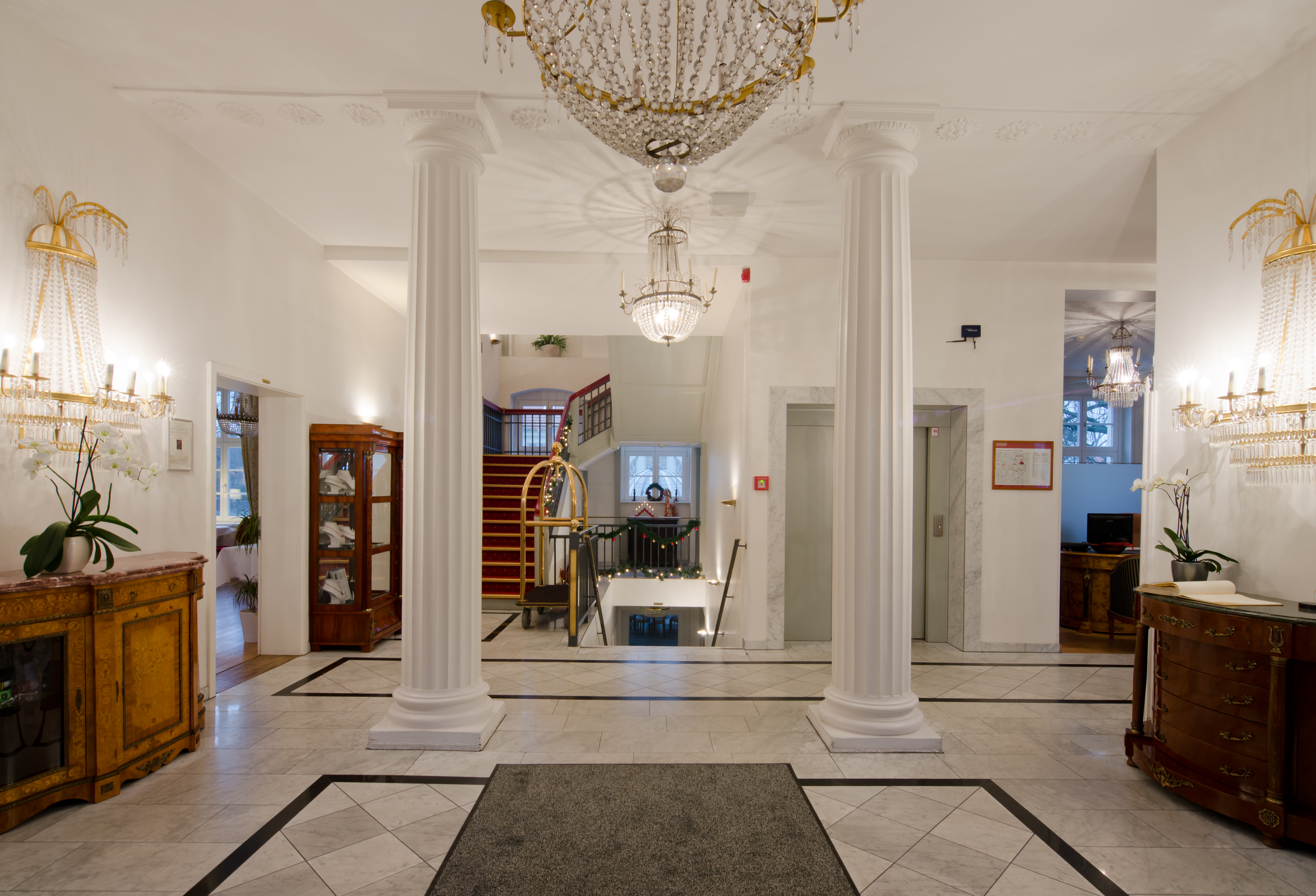
Der Eingangsbereich heute

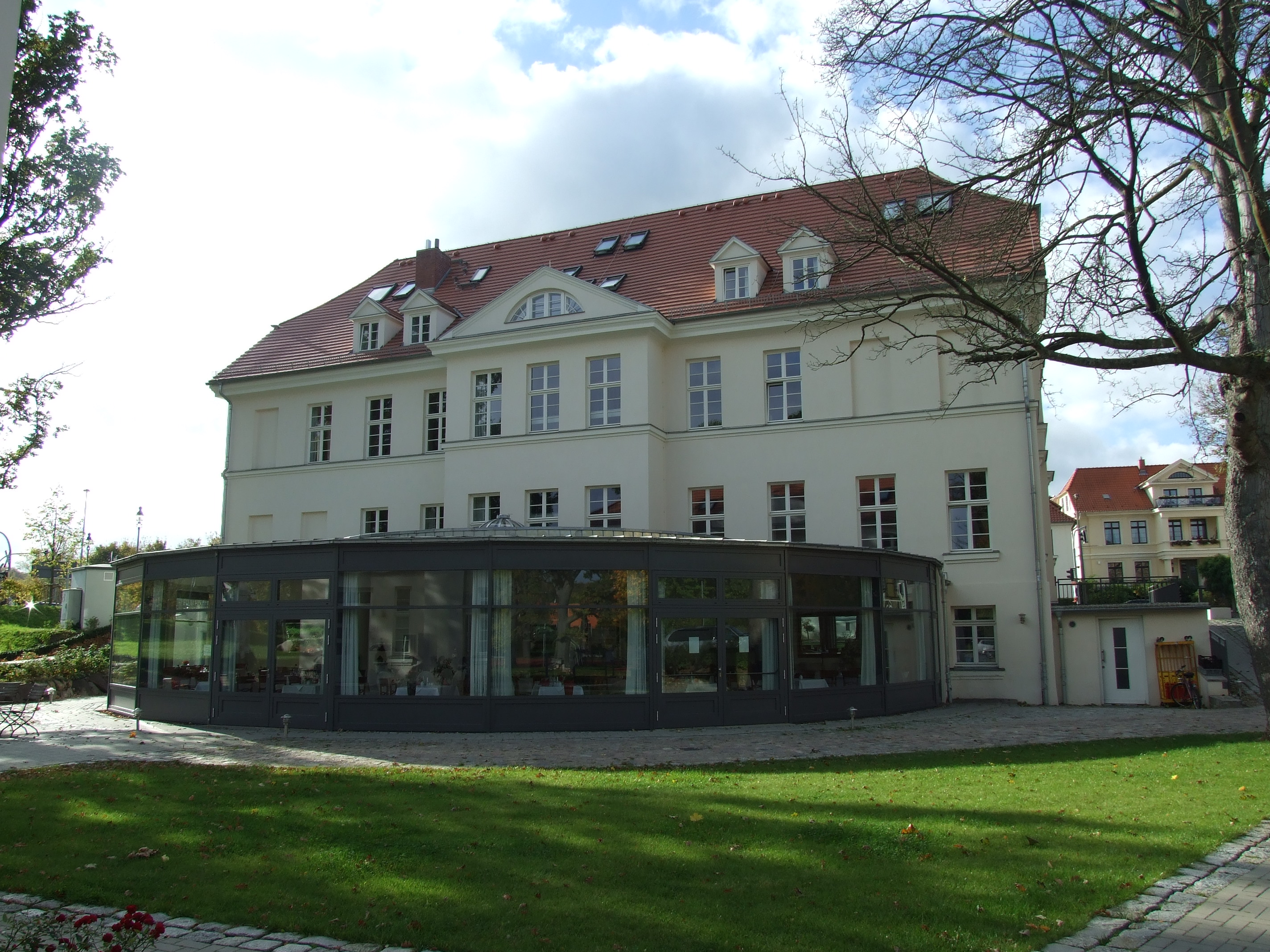
Prinzenpalais – Im Garten wurde im Rahmen der Sanierung ein Pavillon angebaut, die Hausmeisterwohnung hat jetzt den Namen Parkpalais

Severin plante das Palais als Wohnhaus für sich und seine Familie. Er wurde jedoch bereits kurz nach der Fertigstellung dazu gedrängt, das Haus an den Erbgroßherzog, späteren Großherzog Paul Friedrich zu verkaufen.
Dieser war der Enkel des damals regierenden Großherzogs Friedrich Franz I. Mit dem Tod seines Vaters Friedrich Ludwig 1819 war er Erbherzog von Mecklenburg-Schwerin geworden. Der Titel Erbherzog entsprach dem eines Erbprinzen, was zu dem Namen Prinzenpalais führte. Er heiratete 1822 Alexandrine von Preußen (1803–1892), nach ihr heißt der Vorplatz des Palais Alexandrinenplatz. Nach dem Tod seines Großvaters wurde er 1837 Großherzog. Großherzog Paul Friedrichs benutzte das Gebäude gelegentlich als Sommerresidenz (Nur wenige Räume in den oberen Etagen konnten bis 1911 beheizt werden, auch Parkett wurde hier erst 1911 verlegt), die Großherzogin-Witwe Alexandrine soll noch im hohen Alter gelegentlich hier gewohnt haben.
1911 wurde das Gebäude Dienstsitz (im Parterre) und Dienstwohnung (obere Etagen) für den Drost des Amtes Doberan. Vorher hatte Drost Wilhelm Baumann (Drost seit 1900) nur das Parterre als Dienstwohnung genutzt, die oberen Stockwerke standen oft leer. Im Hinterhaus wohnte oben der Kutscher, unten gab es einen Stall für drei Pferde und eine Wohnung des Amtsdieners. Ab 1928, nach der Auflösung der Landdrosteien, wurden die unteren Räume zu Klassenzimmern der unteren Jahrgänge des benachbarten Friderico-Francisceum Gymnasium umgebaut. Diese Schule wurde 1947 in Goetheschule umbenannt. Aus der Goetheschule wurde 1959 die Johannes-R.-Becher-Oberschule. Mit Eröffnung des Schulkomplexes an der Nordseite des Kamps erhielt eine der neuen Schulen den Namen Johannes R. Becher und die Schule im Prinzenpalais wurde zur Lessing-Oberschule.
1943 verließ die Witwe des letzten Landdrosten das Haus, um für Flüchtlinge Platz zu machen, Viele Familien konnten in dem großen Haus untergebracht werden. Ein Eckbalkon in der ersten Etage ist auf Vorkriegsphotos noch zu erkennen.
Ab 1994 wurde das Gebäude als Jugendhaus „Alex“ genutzt. 2007 wurde es an private Investoren verkauft, die im Juli 2009 das Hotel Prinzenpalais eröffneten. Die neuen Eigentümer hatten in Bad Doberan bereits Erfahrungen mit der Sanierung des 1793 von Johann Christoph Heinrich von Seydewitz (1748–1824) erbauten Logierhauses gesammelt.
Seit 2017 ist das Hotel als Hotelbetriebsgesellschaft Prinzenpalais mbH & Co. KG im Besitz der Familie Paul Morzynski aus Hannover.

## Findlinge im Keller

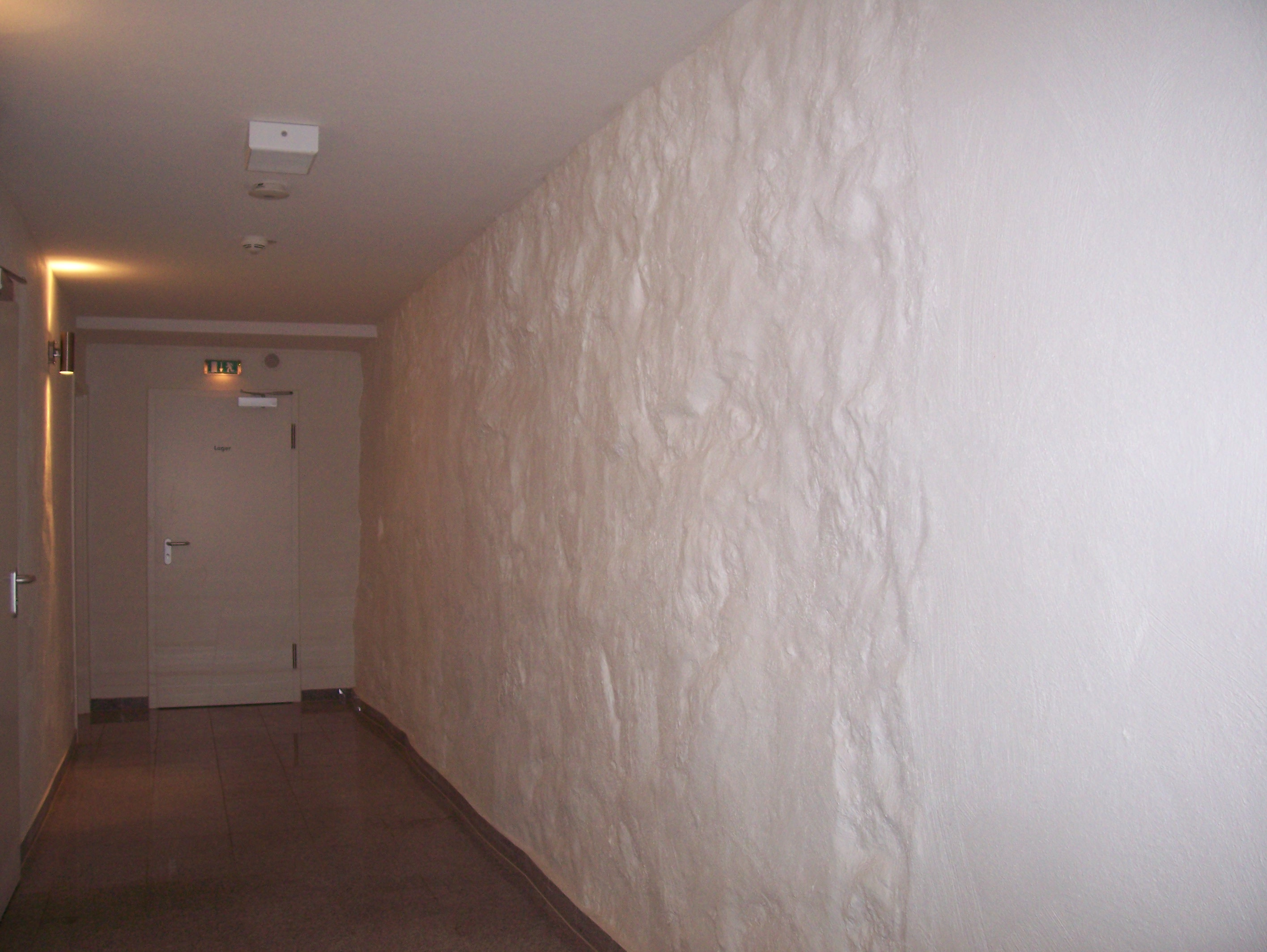
Wand mit teilweise sichtbaren Findlingen im Kellergeschoss

Bei der Sanierung des Gebäudes wurde 2008 ein zugeschütteter Kellerraum freigelegt. Dabei wurden unzählige Findlinge entdeckt. Auf eine Entfernung wurde verzichtet, als man feststellte, dass das Gewicht der Steine für die Statik des Gebäudes von Bedeutung ist. Die Findlinge befinden sich weiterhin im Keller und sind teilweise als Wandelemente sichtbar.